# Pavona gigantea
Pavona gigantea är en korallart som beskrevs av Addison Emery Verrill 1869. Pavona gigantea ingår i släktet Pavona och familjen Agariciidae. IUCN kategoriserar arten globalt som livskraftig. Inga underarter finns listade i Catalogue of Life.